# سيسنا تي303 كروسيدر
سيسنا تي303 كروسيدر (بالإنجليزية: Cessna T303 Crusader)‏ هي طائرة خفيفة أحادية السطح، بمحركان وبمقصورة بستة مقاعد. أنتجت في الولايات المتحدة. من صناعة سيسنا. كان أول طيران لها في فبراير 14, 1978. ومازالت في الخدمة حتى الآن. صنع منها 315 طائرة.